# لیدیا کوارانتا
لیدیا کوارانتا (ایتالیایی: Lidia Quaranta؛ ‏ ۶ مارس ۱۸۹۱ – ۵ مارس ۱۹۲۸) بازیگر اهل پادشاهی ایتالیا بود. او در اوایل سال ۱۹۲۸، زمانی که در خانه‌اش در تورین بود، به سینه‌پهلو مبتلا شد. او چندین ماه در بیماری رنج کشید و در نهایت یک روز پیش از تولد ۳۷ سالگی‌اش درگذشت. او تا آن زمان، در بیش از هفتاد فیلم ایفای نقش کرده بود.
از فیلم‌ها یا مجموعه‌های تلویزیونی که وی در آن‌ها نقش داشته‌است، می‌توان به کابیریا اشاره نمود.